# درک ری
درک ری (به انگلیسی: Derek Rae، زاده ۱۹۶۷ درابردین) گزارشگر فوتبال اهل اسکاتلند است.

## گزارش ها
- جام جهانی فوتبال: ۱۹۹۸ (شرکت پخش رسانه‌ای آمریکا/ای‌اس‌پی‌ان), ۲۰۱۰ (شرکت پخش رسانه‌ای آمریکا/ای‌اس‌پی‌ان), ۲۰۱۴ (شرکت پخش رسانه‌ای آمریکا/ای‌اس‌پی‌ان), ۲۰۱۸ (فاکس اسپورتز)
- لیگ قهرمانان اروپا: ۲۰۰۲-۲۰۰۹ (ای‌اس‌پی‌ان), ۲۰۱۵-۲۰۱۷ (بی‌تی اسپورت)
- لیگ اروپا: ۲۰۰۹-۲۰۱۳ (ای‌اس‌پی‌ان), ۲۰۱۳-۲۰۱۷ (بی‌تی اسپورت)
- جام ملت‌های اروپا: ۲۰۰۸ (شرکت پخش رسانه‌ای آمریکا/ای‌اس‌پی‌ان), ۲۰۱۲ (شرکت پخش رسانه‌ای آمریکا/ای‌اس‌پی‌ان), ۲۰۱۶ (ای‌اس‌پی‌ان), ۲۰۲۱ (ای‌اس‌پی‌ان)
- پرمیرشیپ اسکاتلند: ۲۰۰۹-۲۰۱۳ (ای‌اس‌پی‌ان), ۲۰۱۳-۲۰۱۷ (بی‌تی اسپورت)
- لیگ برتر فوتبال انگلستان: ۲۰۰۹-۲۰۱۳ (ای‌اس‌پی‌ان), ۲۰۱۷-تاکنون(شرکت پخش رسانه‌ای آمریکا) ، ۲۰۱۹-تاکنون (سرویس ویدئویی آمازون)
- بوندس‌لیگا: ۲۰۰۹-۲۰۱۷ (بی‌تی اسپورت)  ۲۰۲۰-تاکنون (ای‌اس‌پی‌ان)
- جام جهانی فوتبال زنان: ۲۰۱۹ (فاکس اسپورتز)
- لیگ برتر فوتبال ایالات متحده آمریکا: ۲۰۱۹ (فاکس اسپورتز)
- بازی‌های المپیک تابستانی ۲۰۲۰ (ان‌بی‌سی اسپورتس)